# Venuseffekten

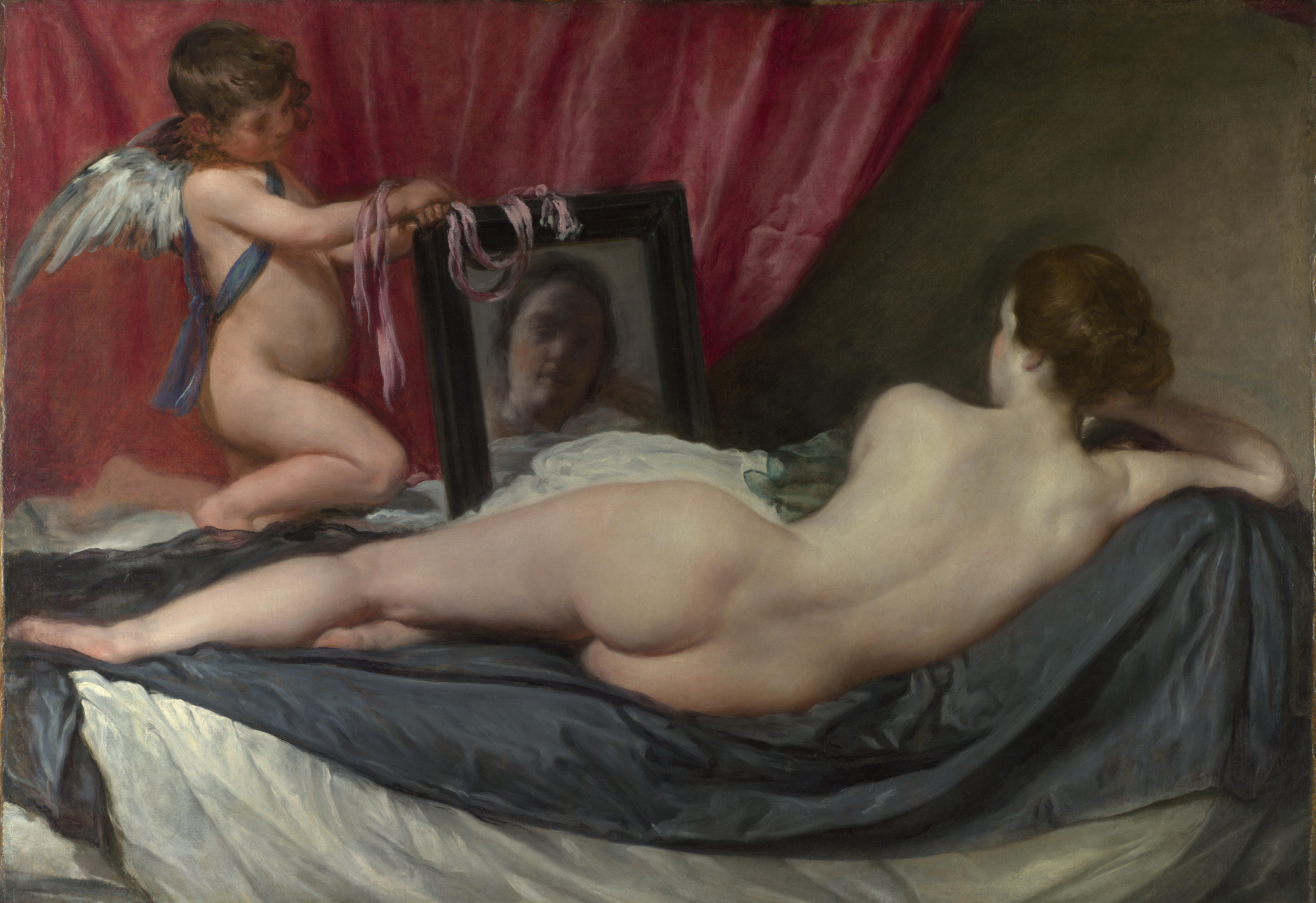
La Venus del espejo av Diego Velázquez från 1644–1648.

Venuseffekten, efter Diego Velázquez målning La Venus del espejo, är en psykologisk perceptionseffekt som uppstår då en persons ansikte syns i en spegel.
Om Venus tittar strax till höger om spegeln skapas en illusion för betraktaren av att Venus möter sin egen blick i spegeln.
Eftersom betraktaren ser Venus ansikte i spegeln betyder det att om Venus tittade in i spegeln så skulle hon möta betraktarens blick.